# Zaouia el Kbira
Zaouia el Kbira (também grafado Zaouia el Kebira ou Zaouia Kebira) é uma vila na comuna de Kerzaz, localizada na província de Béchar, Argélia. A vila se localiza no rio Oued Saoura, entre Béni Ikhlef e Kerzaz. Fica na rodovia nacional N6, 8 quilômetros (5,0 milhas) a noroeste de Kerzaz e 15 quilômetros (9,3 milhas) ao sudeste de Béni Ikhlef.